# یواس‌اس امونوسکو (۱۸۶۴)
یواس‌اس امونوسکو (۱۸۶۴) (به انگلیسی: USS Ammonoosuc (1864)) یک کشتی بود که طول آن 335' بود. این کشتی در سال ۱۸۶۴ ساخته شد.